# Матлути, Аймен
Аймен Матлути (араб. أيمن المثلوثي‎, рожд. 14 сентября 1984, Тунис, Тунис) — тунисский футболист, вратарь.

## Клубная карьера
Воспитанник футбольной школы клуба «Этуаль дю Сахель». Во взрослом футболе дебютировал в 2002 году выступлениями за клуб «Клуб Африкэн», в котором провёл один сезон. К клубу «Этуаль дю Сахель» присоединился в 2003 году.

## Выступления за сборную
В 2007 году дебютировал в официальных матчах в составе национальной сборной Туниса. Провел в форме главной команды страны 62 матча.
В составе национальной сборной был участником Кубка африканских наций 2008 года в Гане, Кубка африканских наций 2010 года в Анголе, Кубка африканских наций 2012 года в Габоне и Экваториальной Гвинее, Кубка африканских наций 2013 года в ЮАР, Кубка африканских наций 2015 года в Экваториальной Гвинее, Кубка африканских наций 2017 года в Габоне и чемпионата мира 2018 года в России.